# うしかい座ガンマ星
うしかい座γ星（うしかいざガンマせい、γ Boo / γ Boötis）は、うしかい座の恒星で3等星。

## 概要
白色の準巨星。30秒離れた12等星とは見かけの二重星だが、スペックル・イメージングによる観測で1.8auの軌道にある伴星が発見されている。中心核では水素の核融合を終える段階にある。たて座δ型変光星であり、視等級は約7時間で+3.02から+3.07まで変化する。

## 名称
固有名のセギヌス (Seginus) は、「うしかい座」を意味するギリシア語 Βοωτηςがアラビア語に訳され、さらにラテン語に訳される中で綴りが崩されたものである。2016年8月21日に国際天文学連合の恒星の命名に関するワーキンググループ (Working Group on Star Names, WGSN) は、Seginus をうしかい座γ星の固有名として承認した。
別名のハリス (Haris) はアラビア語で「守護者」を意味するうしかい座の名前Al Haris Al Samaに由来する。Ceginus、Seginとも綴られた。